# Колісниківський заказник
Колі́сниківський заказник — гідрологічний заказник місцевого значення в Україні. Розташований у межах Ніжинського району Чернігівської області, на південь від села Колісники. 
Площа 77 га. Статус присвоєно згідно з рішенням Чернігівського облвиконкому від 24.12.1979 року № 561; рішення від 27.12.1984 року № 454; рішення від 28.08.1989 року № 164. Перебуває у віданні: Колісниківська сільська рада. 
Статус присвоєно для збереження лучно-болотного природного комплексу. Переважає болотна рослинність, характерна для евтрофних боліт На підвищеннях зростають невеликі переліски (береза, вільха). 
Заказник «Колісниківський» входить до складу Ніжинського регіонального ландшафтного парку.